# Hazmieh
Hazmieh (romanized aussi sous les formes Hazmiyé, Hazmie, Hasmiyeh, Al Ḩāzimīyah, et El Hâzmîyé) est une ville dans le gouvernorat du Mont-Liban au Liban, et fait partie de la banlieue de Beyrouth.

## Géographie
Hazmieh couvre une superficie de 2,73 kilomètres carrés, situé au sud-est de Beyrouth, à une altitude comprise entre 50 et 200 mètres au-dessus du niveau de la mer. Ses frontières sont définies par la rivière Beyrouth et le boulevard Sin El Fil au nord, le boulevard Camille Chamoun à l'ouest, par le rond-point El Sayad et la jonction Rihaniyya au sud, et une école militaire à l'est. 

## Histoire
Hazmieh, en tant que banlieue à l'est de Beyrouth, a toujours été une zone à prédominance chrétienne.
Pendant quatre-vingt-six ans, l'hôpital psychiatrique d'Ashfuriyyeh a été situé dans la ville. Fondé en 1896 par Theophilus Waldmeier, il fut le premier hôpital du Proche-Orient dédié au traitement des malades mentaux. Waldmeier a été influencé par la pensée de Daniel Tuke et l'exemple de l'hôpital The Retreat à York,.
En 2002, le chef de guerre Elie Hobeika est assassiné avec trois gardes du corps dans une explosion à Hazmieh. Il avait commandé des troupes lors du massacre de Sabra et Chatila en 1982. Un autre attentat à la bombe en 2008 a tué un responsable des services de renseignement libanais qui enquêtait sur des groupes militants dans le pays.

## Toponymie
Selon Anis Fraiha dans son livre Noms des villes et villages libanais, le nom Hazmieh vient de deux mots araméens : « haza » qui se traduit par « regarder », « surveiller » ou « observer » ; et "mayya", qui se traduit par "eau" - il suppose que le nom fait donc référence à un gardien de l'eau. Des ressources moins créditées ont attribué le nom à d'autres sources :
- Les mots Hazmieh peuvent provenir de la racine arabe "Hazm" ( حزم), qui signifie "corral", car c'était un point de rencontre pour les caravanes se dirigeant vers les montagnes.
- Le nom pourrait aussi faire référence à un prince inconnu nommé Hazem ( حازم)
- Il pourrait être composé deux mots : « Haza », signifiant profond ; et "Mayya", qui signifie eau, car il y a des sources à proximité.

## Personnes notables
- Elias Sarkis, ancien président libanais
- Sabah, chanteuse et actrice
- Samira Tawfiq, chanteuse
- Wadih Al-Safi, chanteur et acteur
- Walid Toufic, chanteur [9]